# André Blondel (peintre)
 (janvier 2020).
Pour les articles homonymes, voir Blondel et André Blondel (homonymie).
André Blondel, de son vrai nom Shaye Blonder, dit Sasza, né à Czortków (Pologne, aujourd’hui Tchortkiv en Ukraine) le 27 mai 1909 et mort le 14 juin 1949 à Paris, est un peintre juif polono-français, issu de l’avant-garde polonaise des années 30 (Premier Groupe de Cracovie), classé parmi les artistes de l'École de Paris.

## Biographie

### Jeunesse et formation
Il appartient à une famille juive de commerçants, et reçoit une éducation traditionnelle. Il parle couramment trois langues : le polonais, l’hébreu et le yiddish. Au lycée, il apprend aussi le français. Il manifeste dès son plus jeune âge des talents artistiques. Comme de nombreux artistes d’Europe Centrale, il est très attiré par Paris où il fera un premier séjour en 1928 à la fin de ses études secondaires. Et en 1929, il reçoit une bourse qui lui permet de s’installer à Paris afin d’étudier l’architecture à École nationale supérieure des beaux-arts (1930-1931).

### Débuts en Pologne
De retour en Pologne en 1931, il entreprend des études de peinture à l’Académie des Beaux-Arts de Cracovie, où, jusqu’en 1934, il étudie auprès des professeurs Théodor Axentowicz, Władysław Jarocki et Fryderyk Pautsch (pl). Il milite dans des organisations politiques de gauche comme « KZM », « ZNMS (pl) » et « ZYCIE (pl) ». Dans le même temps, il co-fonde l’association artistique « Zywi » (« Les Vivants ») qui contribuera à la naissance du premier « Groupe de Cracovie » (Grupa Krakowska (pl)), influencé par les courants avant-gardistes. Il se lie avec des artistes tels que Jonasz Stern, Maria Jarema, Leopold Lewicki, Henryk Wicinski, Berta (Blima) Grünberg et Stanislas Osostowicz. Leur première exposition aura lieu à Lwów (Lviv) en 1933.
À partir de 1935, il partage son temps entre Varsovie et Cracovie, travaille à Bielsko (Bielsko-Biała) où il réalise des décors pour le théâtre de l’école juive et dans le même temps collabore étroitement avec le théâtre Cricot (pl), de Cracovie. Il est membre de l’Union des artistes et écrivains Polonais (« ZZPAP ») dont il sera exclu en 1937 pour activisme politique. En 1936, il reçoit un prix au Salon des artistes plasticiens de Varsovie et expose ensuite à Łodz. En 1937, il est le premier membre du Groupe de Cracovie à présenter une exposition personnelle au Salon Koterby de Varsovie, où il sera remarqué pour son traitement original de la couleur.

### Arrivée à Paris, vie sous l'Occupation
En 1937, grâce à une nouvelle bourse, il se rend à Paris, accompagné de Berta Grünberg (Blima) qu’il épousera en 1939. Il s’installe avec elle à la cité Falguière et rencontre de nombreux artistes de Montparnasse comme Pinchus Krémègne, Chaïm Soutine, Isaac Dobrinsky ou Ludwig Klimek. Il participe avec d'autres artistes d’Europe Centrale (Philippe Hosiasson, Mela Mutter, etc.) à l'Exposition universelle de 1937.
Quand la Seconde Guerre mondiale éclate en 1939, il s’engage dans l'Armée polonaise en France. Il ne reverra plus jamais la Pologne. Au printemps 1940, Blonder rejoint le camp de Coëtquidan (Morbihan). Le 28 juin, il est démobilisé à Toulouse. Le 8 juillet, aidé par les premiers réseaux de la Résistance, il se réfugie à Aix-en-Provence dans une famille de résistants protestants proche de Francis Halbwachs. La ville de Cézanne exerçait alors une forte attirance sur les peintres polonais. Blonder y retrouve ses amis peintres Klimek et Zielenkiewicz (Caziel), rencontrés à Paris dans l’atelier du peintre Zawadowski (dit Zawado). Celui-ci avait succédé à Pankiewicz à la tête de la filiale parisienne de l’Académie des Beaux-Arts de Cracovie en 1938, et s’était installé définitivement à Aix-en-Provence (à Orcel) en 1940. Logé dans une cabane, Blonder travaille comme jardinier-bûcheron et continue à peindre sans relâche.
En août 1942, il rencontre Louise Bonfils (Lisou). En novembre, lorsque la zone libre est envahie par les allemands, celle-ci l'aide à quitter Aix pour rejoindre Carcassonne. Grâce à Jacques Monod du réseau Combat, il trouve refuge aux Escoussols dans la Montagne Noire. Le 5 juillet 1943, il se marie avec Louise Bonfils en prenant le nom d'André Blondel qui lui permet de ne pas être identifié comme Juif,.

### Épanouissement artistique à la Libération et dans l'après-guerre
Vivant entre Carcassonne et Sète entre 1944 et 1948, il déploie une intense activité créatrice. Il se lie d'amitié avec des artistes : Gabriel Couderc, Camille Descossy et François Desnoyer avec lequel il peint sur le port de Sète. Il côtoie des intellectuels, peignant ainsi trois portraits du poète Joë Bousquet. Ses deux enfants avec Louise Bonfils, Hélène (31 mars 1944) et Marc (6 novembre 1945), naîtront durant cette période.
Il est membre du Salon des indépendants, sociétaire du Salon d'automne et expose, seul ou en groupe à Toulouse, Perpignan, Béziers, Sète, Montpellier et Carcassonne.
L'été 1948, il s’installe avec sa famille à Sceaux puis à Paris. Moins d'un an plus tard, il meurt accidentellement le 14 juin 1949 à Paris.

Galerie
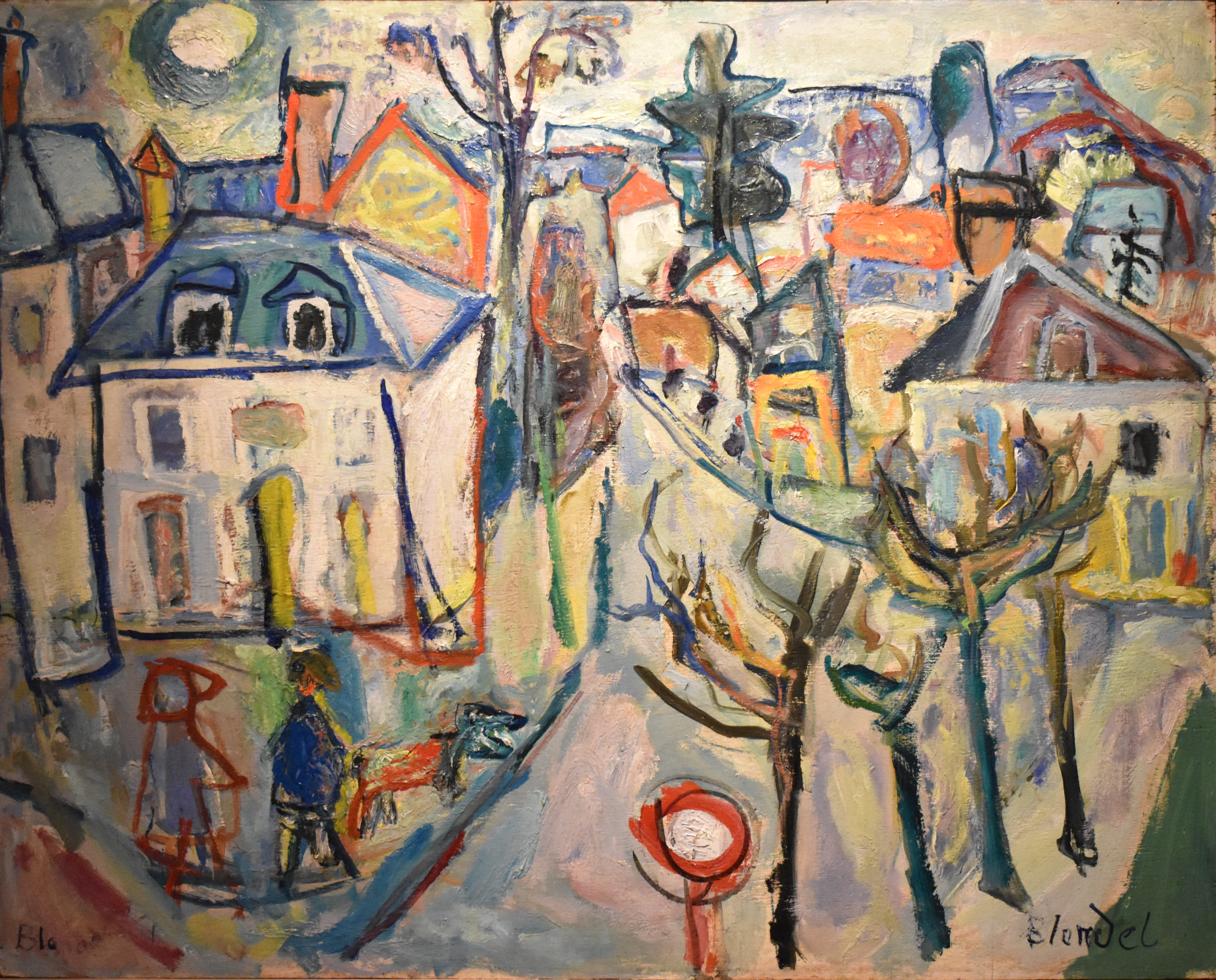
Soleil couchant sur la poste des sceaux, Musée des Beaux-Arts de Carcassonne.
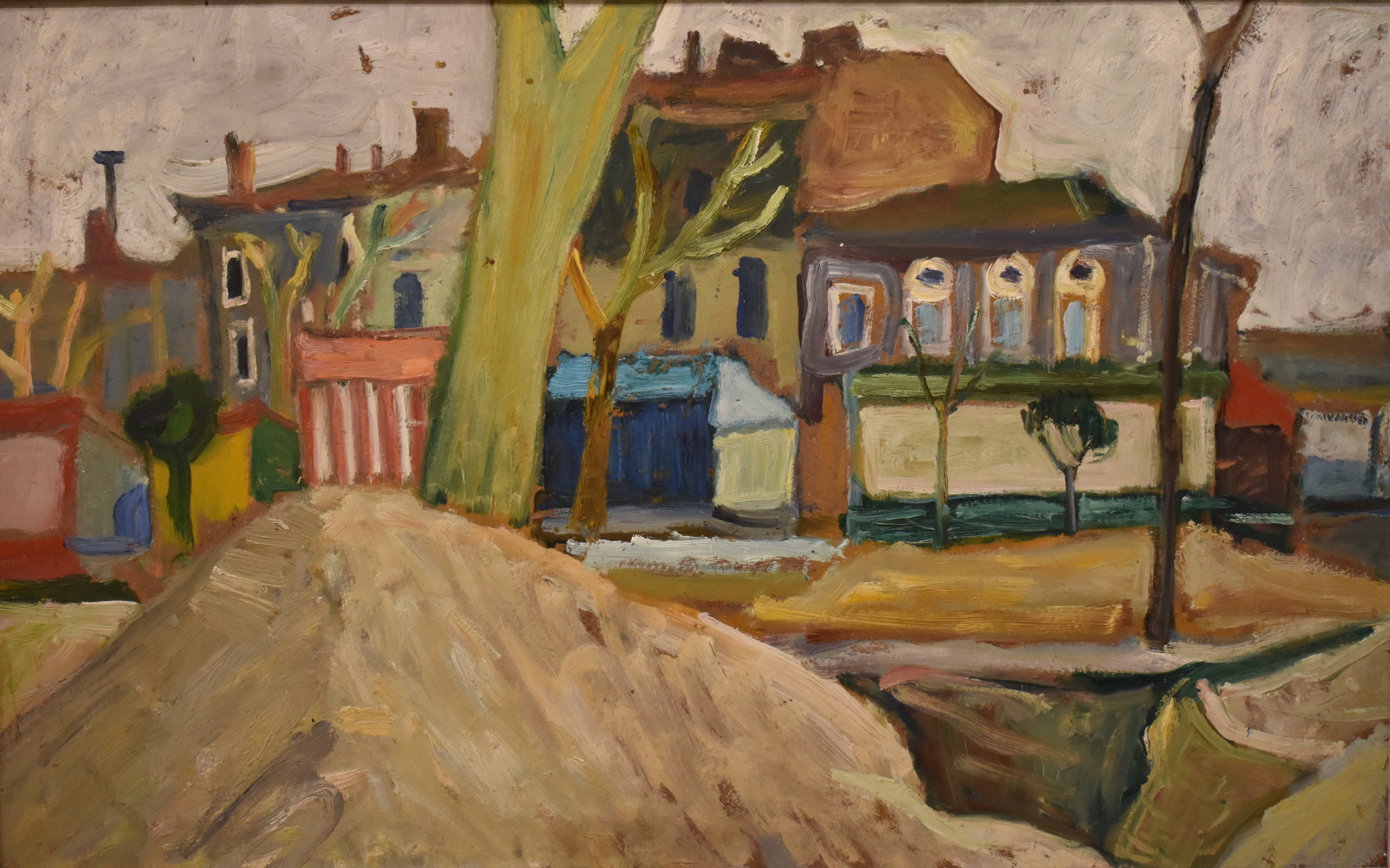
Boulevard Roumens, Carcassonne.
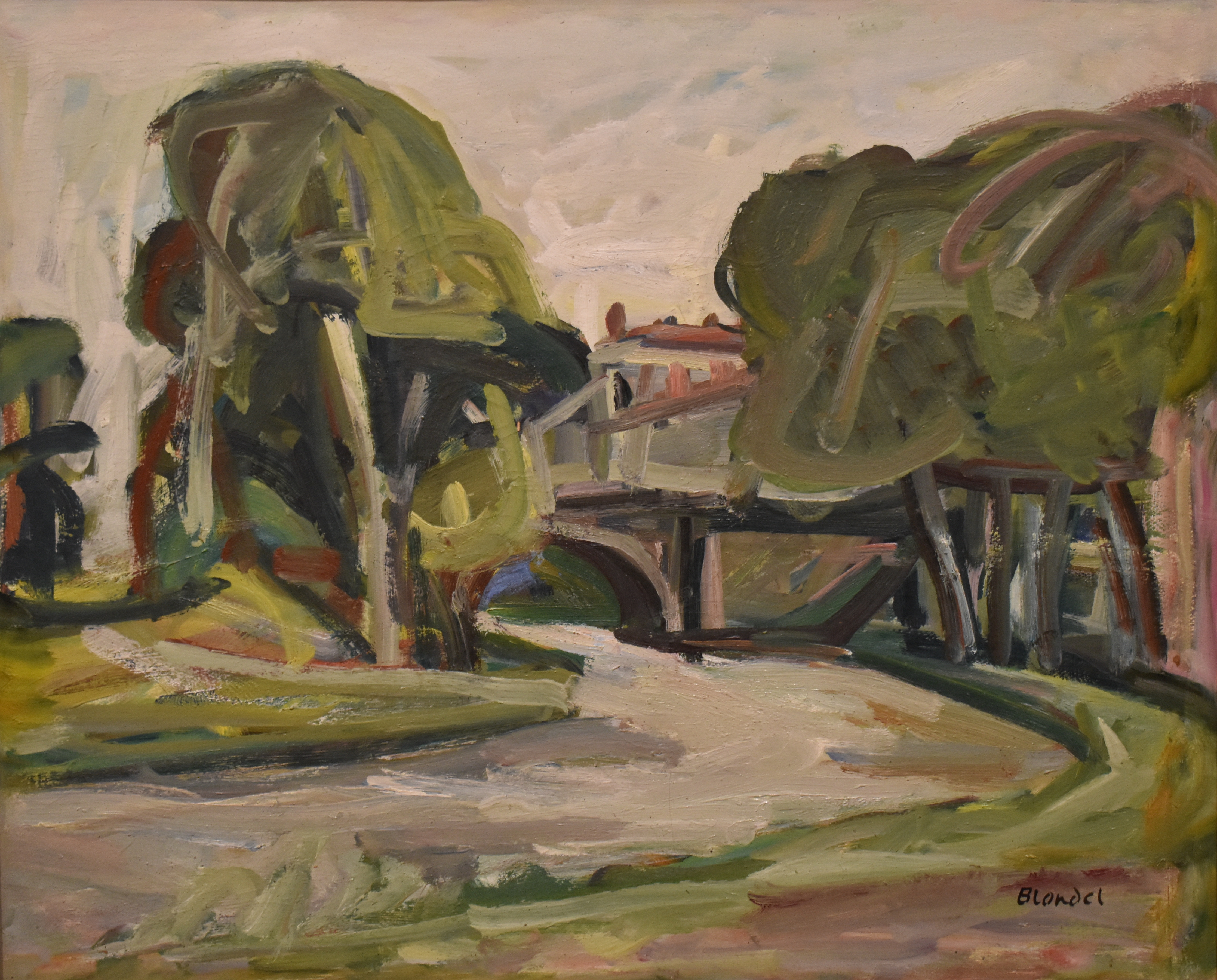
Canal du Midi à Carcassonne.
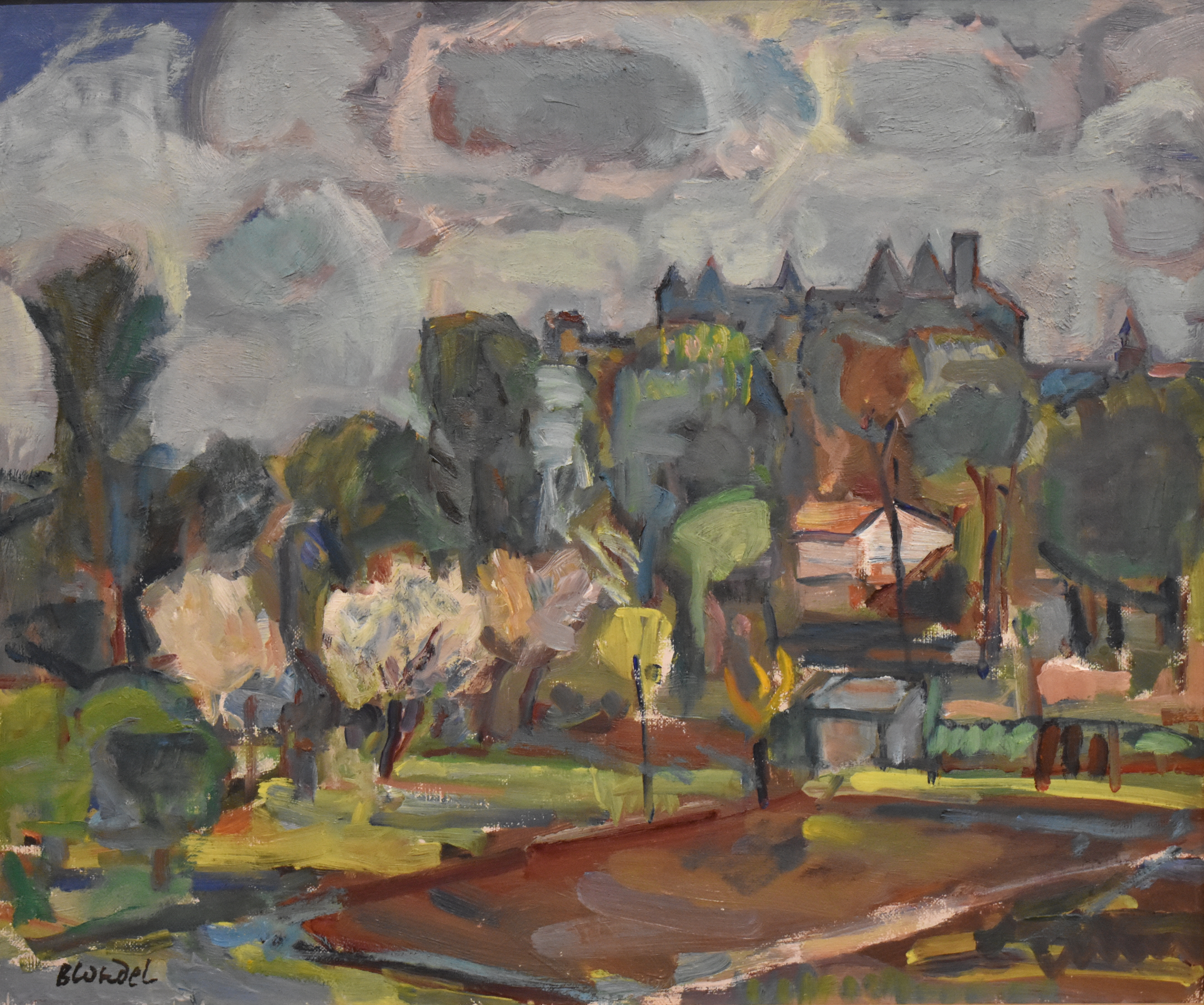
Cité de Carcassonne.

#### Ouvrages
- [2009]  De Blonder à Blondel par Pascal Bonafoux et Marie Boyé, aux éditions Actes sud, livre édité à l'occasion de l'exposition au Musée Paul Valéry de Sète en 2009.
- [2012]  André Blondel - Au nom du père, éditions Méridianes, 2012. Catalogue édité à l'occasion de l'exposition André Blondel - Au nom du père à l'Espace Dominique Bagouet de Montpellier.
- [2013]  Cahiers polonais (1929-1937), Sasza Blonder, André Blondel, Éditions Gaussen, 2013.
- [2016] Claire Giovanangeli-Taoussi (dir.), Marta Chrzanowska-Foltzer, Hélène Feydy-Blondel, Numa Hambursin, Michel Maurette et al., André Blondel, le dessin fulgurant. De la couleur à la ligne (Catalogue d'exposition), Montolieu, Les petites éditions des arts graphiques et métiers du livre, janvier 2016, 163 p., 21 cm (ISBN 978-2-9545199-4-4 et 2-9545199-4-0, OCLC 993878727, SUDOC 20311728X, présentation en ligne).
- [2020]  Nieszawer & Princ, Histoires des artistes Juifs de l'École de Paris, 1905-1939, (Denoël, 2000 - Somogy, 2015) Les étoiles éditions, 2020.

#### Autres médias
- [vidéo] Destins brisés, film de Gil Corre, 62 min, 2013.